# 2016年メキシコグランプリ
2016年メキシコグランプリ（2016 Mexican Grand Prix）は、2016年のF1世界選手権第19戦として、2016年10月30日にエルマノス・ロドリゲス・サーキットで開催された。

## レース前
- このレースでピレリが用意したドライタイヤのコンパウンドはミディアム、ソフト、スーパーソフトの3種類[1]。

## 予選
2016年10月29日（土曜日）13:00（現地時間）
- 天候：晴
- 路面状況：ドライ
- 気温：17度
- 路面温度：50度

### 経過
ルイス・ハミルトンが2戦連続のポールポジション。
Q1ではダニール・クビアトがパワーユニットのトラブルで2回目のアタックができず脱落。ホームグランプリとなるエステバン・グティエレスが最後のアタックでスピンを喫し、チームメイトのロマン・グロージャンがその影響を受けたためタイム更新ができず、ハースは揃ってQ1脱落となった。なお、ジョリオン・パーマーはFP3終了後にモノコックにクラックが見つかったため、モノコック交換を実施。しかし作業が間に合わず予選への出走を断念した。
Q2ではグティエレス同様ホームグランプリとなるセルジオ・ペレスやマクラーレン勢が脱落した。
ここまで調子が悪かったニコ・ロズベルグはQ3最後のアタックでレッドブル勢を上回るタイムを出したが、ハミルトンには及ばず2位に終わった。結果、このレースもメルセデスがフロントローを独占した。

### 結果
| Pos.                | No. | ドライバー                 | コンストラクター                | Q1       | Q2       | Q3       | Grid |
| ------------------- | --- | -------------------------- | ------------------------------- | -------- | -------- | -------- | ---- |
| 1                   | 44  | ルイス・ハミルトン         | メルセデス                      | 1:19.447 | 1:19.137 | 1:18.704 | 1    |
| 2                   | 6   | ニコ・ロズベルグ           | メルセデス                      | 1:19.996 | 1:19.761 | 1:18.958 | 2    |
| 3                   | 33  | マックス・フェルスタッペン | レッドブル-タグ・ホイヤー       | 1:19.874 | 1:18.972 | 1:19.054 | 3    |
| 4                   | 3   | ダニエル・リカルド         | レッドブル-タグ・ホイヤー       | 1:19.713 | 1:19.553 | 1:19.133 | 4    |
| 5                   | 27  | ニコ・ヒュルケンベルグ     | フォース・インディア-メルセデス | 1:20.599 | 1:19.769 | 1:19.330 | 5    |
| 6                   | 7   | キミ・ライコネン           | フェラーリ                      | 1:19.554 | 1:19.936 | 1:19.376 | 6    |
| 7                   | 5   | セバスチャン・ベッテル     | フェラーリ                      | 1:19.865 | 1:19.385 | 1:19.381 | 7    |
| 8                   | 77  | バルテリ・ボッタス         | ウィリアムズ-メルセデス         | 1:20.338 | 1:19.958 | 1:19.551 | 8    |
| 9                   | 19  | フェリペ・マッサ           | ウィリアムズ-メルセデス         | 1:20.423 | 1:20.151 | 1:20.032 | 9    |
| 10                  | 55  | カルロス・サインツ         | トロ・ロッソ-フェラーリ         | 1:20.457 | 1:20.169 | 1:20.378 | 10   |
| 11                  | 14  | フェルナンド・アロンソ     | マクラーレン-ホンダ             | 1:20.552 | 1:20.282 |          | 11   |
| 12                  | 11  | セルジオ・ペレス           | フォース・インディア-メルセデス | 1:20.308 | 1:20.287 |          | 12   |
| 13                  | 22  | ジェンソン・バトン         | マクラーレン-ホンダ             | 1:21.333 | 1:20.673 |          | 13   |
| 14                  | 20  | ケビン・マグヌッセン       | ルノー                          | 1:21.254 | 1:21.131 |          | 14   |
| 15                  | 9   | マーカス・エリクソン       | ザウバー-フェラーリ             | 1:21.062 | 1:21.536 |          | 15   |
| 16                  | 94  | パスカル・ウェーレイン     | MRT-メルセデス                  | 1:21.363 | 1:21.785 |          | 16   |
| 17                  | 21  | エステバン・グティエレス   | ハース-フェラーリ               | 1:21.401 |          |          | 17   |
| 18                  | 26  | ダニール・クビアト         | トロ・ロッソ-フェラーリ         | 1:21.454 |          |          | 18   |
| 19                  | 12  | フェリペ・ナッセ           | ザウバー-フェラーリ             | 1:21.692 |          |          | 19   |
| 20                  | 31  | エステバン・オコン         | MRT-メルセデス                  | 1:21.881 |          |          | 20   |
| 21                  | 8   | ロマン・グロージャン       | ハース-フェラーリ               | 1:21.916 |          |          | PL1  |
| 107% time: 1:25.008 |     |                            |                                 |          |          |          |      |
| NC                  | 30  | ジョリオン・パーマー       | ルノー                          | no time  |          |          | 212  |
| ソース              |     |                            |                                 |          |          |          |      |

追記
- ^1 - グロージャンは予選後にフロアを交換したため、決勝はピットレーンからスタート[4][5]
- ^2 - パーマーはタイムを出せなかったが、スチュワードの判断により決勝出走を許可された[6]

## 決勝
2016年10月30日（日曜日）13:00（現地時間）
- 天候：晴[8]
- 路面状況：ドライ
- 気温：19度[8]
- 路面温度：48度[8]

### 経過
ルイス・ハミルトンが2戦連続のポールトゥーウィンで、アラン・プロストに並ぶ歴代2位の通算51勝目を飾った。
スタート直後、ハミルトンがオーバーランしコースを大きくはみ出したがコースに復帰してトップを守り、すぐ後方ではマックス・フェルスタッペンがニコ・ロズベルグをオーバーテイクする際に接触、ロズベルグがやや押し出されるようにコースオフを強いられ、フェルスタッペンの前でコースに戻った。この一件は審議対象となったがお咎めなしとなった。さらに後方ではエステバン・グティエレスがパスカル・ウェーレインを押し出し、コントロールを失ったままマーカス・エリクソンと接触しウェーレインはリタイアとなった。この事故によりセーフティカーが導入された。この他にもフェルナンド・アロンソがカルロス・サインツに幅寄せされコース外にはみ出したことで、サインツには5秒加算ペナルティが科せられた。
気圧が低くスリップストリームの効きづらいこのサーキットではコース上のオーバーテイクが難しく、レースはこの後膠着状態となる。
50周目、ロズベルグとの差を徐々に詰めていたフェルスタッペンがオーバーテイクを試みたが失敗、逆にベッテルとリカルドに追い詰められるようになる。残り3周のターン1でベッテルがオーバーテイクを仕掛け、フェルスタッペンはブレーキングを遅らせ対応したがコースオフ、ショートカットしてコースに復帰したがベッテルの前にい続けたために審議対象となる。その後ベッテルはリカルドに仕掛けられ、ブレーキング中に進路を変えて防御した。この行為も審議対象となる。
ベッテルに先に行かせろとチームからの指示もあったが、フェルスタッペンはそのまま3位でチェッカーを受け、ベッテルとリカルドも続いてチェッカーを受けた。フェルスタッペンは1-2フィニッシュを果たしたハミルトンとロズベルグとともに表彰式の準備をしていたが、この時に前述したベッテルとのバトルの際にコース外でアドバンテージを得たとして5秒加算ペナルティが科せられて5位に降格、代わってベッテルが3位表彰台を獲得することになり、ベッテルは慌ただしく表彰式に参加した。しかし、その後の審議でベッテルがリカルドに対して行ったアクションについて、前戦アメリカGPより適用された「ブレーキング時の進路変更禁止」のルールに抵触したとして10秒加算ペナルティを受け5位に降格。結果、リカルド3位、フェルスタッペン4位となり、この時点でリカルドはドライバーズランキング3位が確定した。このレース後、ドライバーズチャンピオンを争うロズベルグとハミルトンのポイント差は19点となった。ベッテルはレース中の無線でレースディレクターであるチャーリー・ホワイティングに対して暴言を吐き、この問題はレース後も大きな波紋を呼んだが、FIA（F1を主催する国際自動車連盟）は11月1日に「ベッテルからの誠実な謝罪と強い決意により、例外的な措置として、ベッテルに懲戒措置を科さないことを決定した」と発表した。
なお、このレースでバルテリ・ボッタスが決勝における最高速度372.5km/hをマークした。

### 結果
| Pos.   | No. | ドライバー                 | コンストラクター                | 周回数 | タイム/リタイア | Grid | Pts. |
| ------ | --- | -------------------------- | ------------------------------- | ------ | --------------- | ---- | ---- |
| 1      | 44  | ルイス・ハミルトン         | メルセデス                      | 71     | 1:40:31.402     | 1    | 25   |
| 2      | 6   | ニコ・ロズベルグ           | メルセデス                      | 71     | +8.354          | 2    | 18   |
| 3      | 3   | ダニエル・リカルド         | レッドブル-タグ・ホイヤー       | 71     | +20.858         | 4    | 15   |
| 4      | 33  | マックス・フェルスタッペン | レッドブル-タグ・ホイヤー       | 71     | +21.323 1       | 3    | 12   |
| 5      | 5   | セバスチャン・ベッテル     | フェラーリ                      | 71     | +27.313 2       | 7    | 10   |
| 6      | 7   | キミ・ライコネン           | フェラーリ                      | 71     | +49.376         | 6    | 8    |
| 7      | 27  | ニコ・ヒュルケンベルグ     | フォース・インディア-メルセデス | 71     | +58.891         | 5    | 6    |
| 8      | 77  | バルテリ・ボッタス         | ウィリアムズ-メルセデス         | 71     | +1:05.612       | 8    | 4    |
| 9      | 19  | フェリペ・マッサ           | ウィリアムズ-メルセデス         | 71     | +1:16.206       | 9    | 2    |
| 10     | 11  | セルジオ・ペレス           | フォース・インディア-メルセデス | 71     | +1:16.798       | 12   | 1    |
| 11     | 9   | マーカス・エリクソン       | ザウバー-フェラーリ             | 70     | +1 Lap          | 15   |      |
| 12     | 22  | ジェンソン・バトン         | マクラーレン-ホンダ             | 70     | +1 Lap          | 13   |      |
| 13     | 14  | フェルナンド・アロンソ     | マクラーレン-ホンダ             | 70     | +1 Lap          | 11   |      |
| 14     | 30  | ジョリオン・パーマー       | ルノー                          | 70     | +1 Lap          | 21   |      |
| 15     | 12  | フェリペ・ナッセ           | ザウバー-フェラーリ             | 70     | +1 Lap          | 19   |      |
| 16     | 55  | カルロス・サインツ         | トロ・ロッソ-フェラーリ         | 70     | +1 Lap 3        | 10   |      |
| 17     | 20  | ケビン・マグヌッセン       | ルノー                          | 70     | +1 Lap          | 14   |      |
| 18     | 26  | ダニール・クビアト         | トロ・ロッソ-フェラーリ         | 70     | +1 Lap 4        | 18   |      |
| 19     | 21  | エステバン・グティエレス   | ハース-フェラーリ               | 70     | +1 Lap          | 17   |      |
| 20     | 8   | ロマン・グロージャン       | ハース-フェラーリ               | 70     | +1 Lap          | PL   |      |
| 21     | 31  | エステバン・オコン         | MRT-メルセデス                  | 69     | +2 Laps         | 20   |      |
| Ret    | 94  | パスカル・ウェーレイン     | MRT-メルセデス                  | 0      | アクシデント    | 16   |      |
| ソース |     |                            |                                 |        |                 |      |      |

ファステストラップ
- ダニエル・リカルド（レッドブル） 1:21.134（53周目）

ラップリーダー
- ルイス・ハミルトン（Lap 1-17, 33-71）
- ニコ・ロズベルグ（Lap 18-20）
- セバスチャン・ベッテル（Lap 21-32）

追記
- ^1 - フェルスタッペンはベッテルとのバトルの際にコースを離れた後、ポジションを維持しアドバンテージを得たため、5秒加算ペナルティとペナルティポイント1点が科された。このペナルティにより3位から5位に降格。その後、ベッテルのペナルティにより4位となった[14][15][16]
- ^2 - ベッテルはリカルドとのバトルの際にブレーキング時に進路を変更したとして、10秒加算ペナルティとペナルティポイント2点が科された。フェルスタッペンのペナルティにより一旦は4位から3位に繰り上がったが、このペナルティにより5位に降格となった[15][17]
- ^3 - サインツはスタート直後にアロンソをコース外に押し出したため、5秒加算ペナルティとペナルティポイント1点が科された[18][19]
- ^4 - クビアトはグロージャンとのバトルの際にコースを離れた後、ポジションを維持しアドバンテージを得たため、5秒加算ペナルティとペナルティポイント1点が科された[18][20]

## 第19戦終了時点でのランキング
|  | 順位 | ドライバー             | ポイント |
|  | 1    | ニコ・ロズベルグ       | 349      |
|  | 2    | ルイス・ハミルトン     | 330      |
|  | 3    | ダニエル・リカルド     | 242      |
|  | 4    | セバスチャン・ベッテル | 187      |
|  | 5    | キミ・ライコネン       | 178      |

|  | 順位 | コンストラクター                | ポイント |
|  | 1    | メルセデス                      | 679      |
|  | 2    | レッドブル-タグ・ホイヤー       | 427      |
|  | 3    | フェラーリ                      | 365      |
|  | 4    | フォース・インディア-メルセデス | 145      |
|  | 5    | ウィリアムズ-メルセデス         | 136      |

- 注：ドライバー、コンストラクター共にトップ5のみ表示。